# Tomas Kaiser
Tomas Kaiser (Saelen, 2 de novembro de 1956) é um ex-automobilista sueco.
Entre 1978 e 1984, Kaiser alternou suas participações entre as Fórmulas Ford-1600, 3 e 2, tendo pouco destaque.
Na Fórmula 3000 Internacional, fez sua estreia na etapa de Silverstone, terminando em décimo lugar, marcando três pontos no campeonato (chegou em quarto lugar no GP de Thruxton). Nas outras duas temporadas, fez quatro pontos em 1986 (melhor resultado: quarto lugar em Enna-Pergusa) e não pontuou em 1987 (melhor resultado: nono lugar em Vallelunga).
Paralelamente à sua carreira de piloto, Kaiser criou a Hello Sweden, um bem-sucedido programa de orientação e apoio para esportistas suecos. Thomas Danielsson, Kenny Bräck, Björn Wirdheim e Sebastian Hohenthal foram alguns dos pilotos que surgiram para o automobilismo graças ao projeto.
Kaiser tornou-se também conhecido por sua forma física: ao lado de seu mentor James Hunt (campeão de Fórmula 1 em 1976), o sueco era visto fumando ou bebendo ao lado do inglês. Era comum vê-lo tentando entrar em seus carros com dificuldade por conta de seu peso.
Em 1987, Tomas chegou a flertar uma vaga na F-1, tendo as equipes Brabham e Arrows mantendo bons contatos com ele. A Brabham esteve prestes a contratá-lo para ser companheiro de Riccardo Patrese, mas a FISA optou em negar a superlicença a Kaiser, abrindo espaço para o italiano Andrea De Cesaris. Encerrou sua carreira como piloto ainda em 1987.